# محمود صبري
محمود صبري فنان تشكيلي عراقي ويُعتبر أحد رواد الفن الحديث العراقي.   
و أحد أركان الحداثة في الفن العراقي.

## حياته ومسيرته

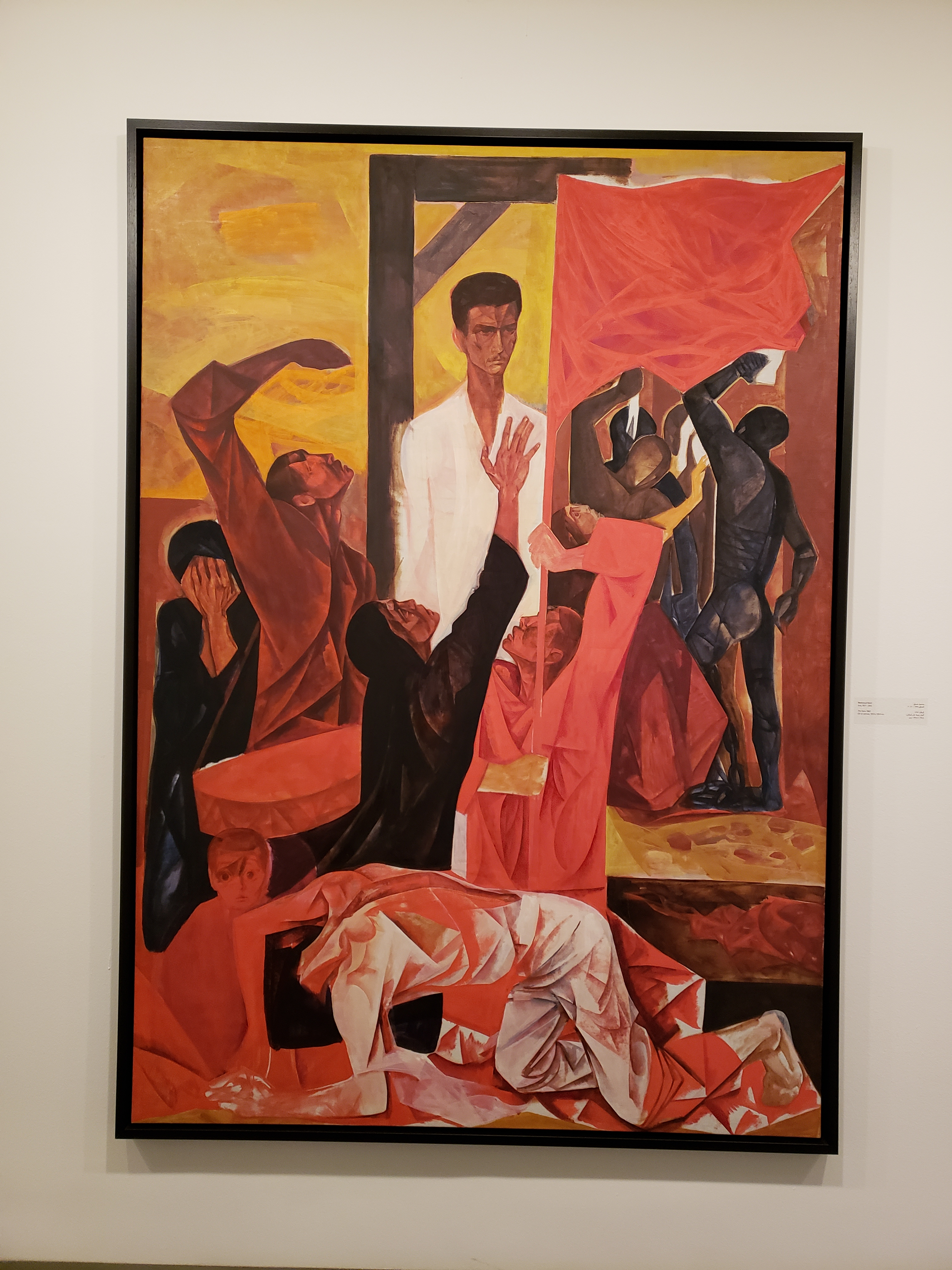
لوحة "البطل" (1963) من رسم محمود صبري.

ولد محمود يوم 14 تموز 1927 في بغداد، العراق. درس العلوم الاجتماعية في جامعة لوفبرا في أواخر الأربعينيات. أثناء وجوده في إنجلترا. تطور اهتمامه بالرسم وحضر دروس الفن المسائية هناك. بعد مسيرته الناجحة في العمل المصرفي، أصبح رسامًا بدوام كامل.
في خمسينيات القرن الماضي كان رائدًا في رسم القضايا الاجتماعية والسياسية.   لاحقاً درس الفن رسمياً في أكاديمية موسكو للرسم والنحت والعمارة في موسكو من 1961 إلى 1963. وفي عام 1963 انتقل إلى براغ. في أواخر الستينيات، بدأ العمل على ربط الفن والعلم.
شارك بنشاط في المجتمع الفني العراقي من خلال عضويته في مجموعات فنية مختلفة. كان عضوًا مؤسسًا في «جماعة الرواد» في عام 1950. بقيادة فائق حسن (1914-1992)، هذه المجموعة كانت متأثرة بفن وادي الرافدين والفلكلور العراقي. والشعراء في القرنين الثاني عشر والثالث عشر في مدرسة بغداد.
في عام 1971 نشر بيانه حول الفن الحديث للواقعية الكمومية -تطبيق منهج علمي في المجال الفني. واصل العمل على تطوير المستوى الذري للواقع باستخدام كتل بناء تستند إلى أطياف الضوء الذري للعناصر في الطبيعة. له عدة مطبوعات عن الفن والفلسفة والسياسة باللغتين العربية والإنجليزية. 
توفي يوم 13 نيسان 2012 في ميدينهيد، المملكة المتحدة.